# Jan Carlos Hurtado
Jan Carlos Hurtado Anchico (El Cantón, 5 maart 2000) is een Venezolaans voetballer die bij voorkeur als aanvaller speelt. Hij wordt door Boca Juniors verhuurd aan RB Bragantino.

## Clubcarrière
Hurtado verliet in 2017 Deportivo Táchira voor het Argentijnse Gimnasia La Plata. In juli 2019 werd Hurtado voor 6,75 miljoen euro verkocht aan Boca Juniors. Tijdens het seizoen 2020/21 wordt hij verhuurd aan RB Bragantino.

## Interlancarrière
Op 22 maart 2019 debuteerde Hurtado voor Venezuela tegen Argentinië.